# Distrito electoral de Zimmer
Zimmer (en inglés: Zimmer Precinct) es un distrito electoral ubicado en el condado de Frontier en el estado de Nebraska (Estados Unidos). En el censo de 2010 tenía una población de 34 habitantes y una densidad de población de 0,36 personas por km².  El 100% eran de raza blanca.
Zimmer se encuentra ubicado en las coordenadas 40°28′54″N 100°43′29″O / 40.48167, -100.72472. Según la Oficina del Censo de los Estados Unidos, Zimmer tiene una superficie total de 94.89 km².